# Weligama
Weligama (en cingalés: වැලිගම, en tamil: வெலிகாமம்) es una ciudad de Sri Lanka situada en la costa sur de la isla, en el distrito de Matara, provincia del Sur. Se encuentra a 144 km al sur de Colombo. El nombre Weligama, significa literalmente "pueblo de arena".

## Galería

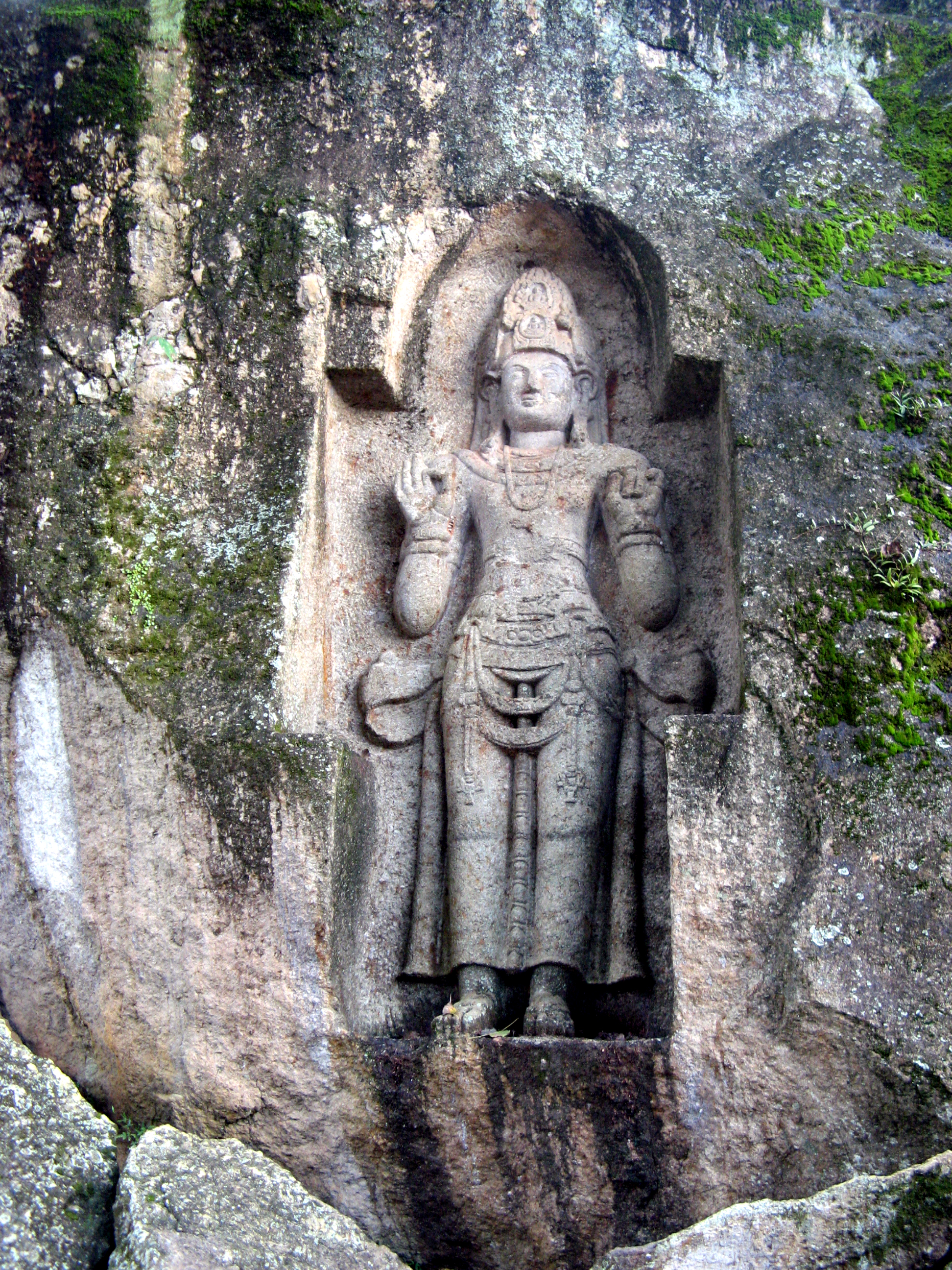
Avalokiteśvara
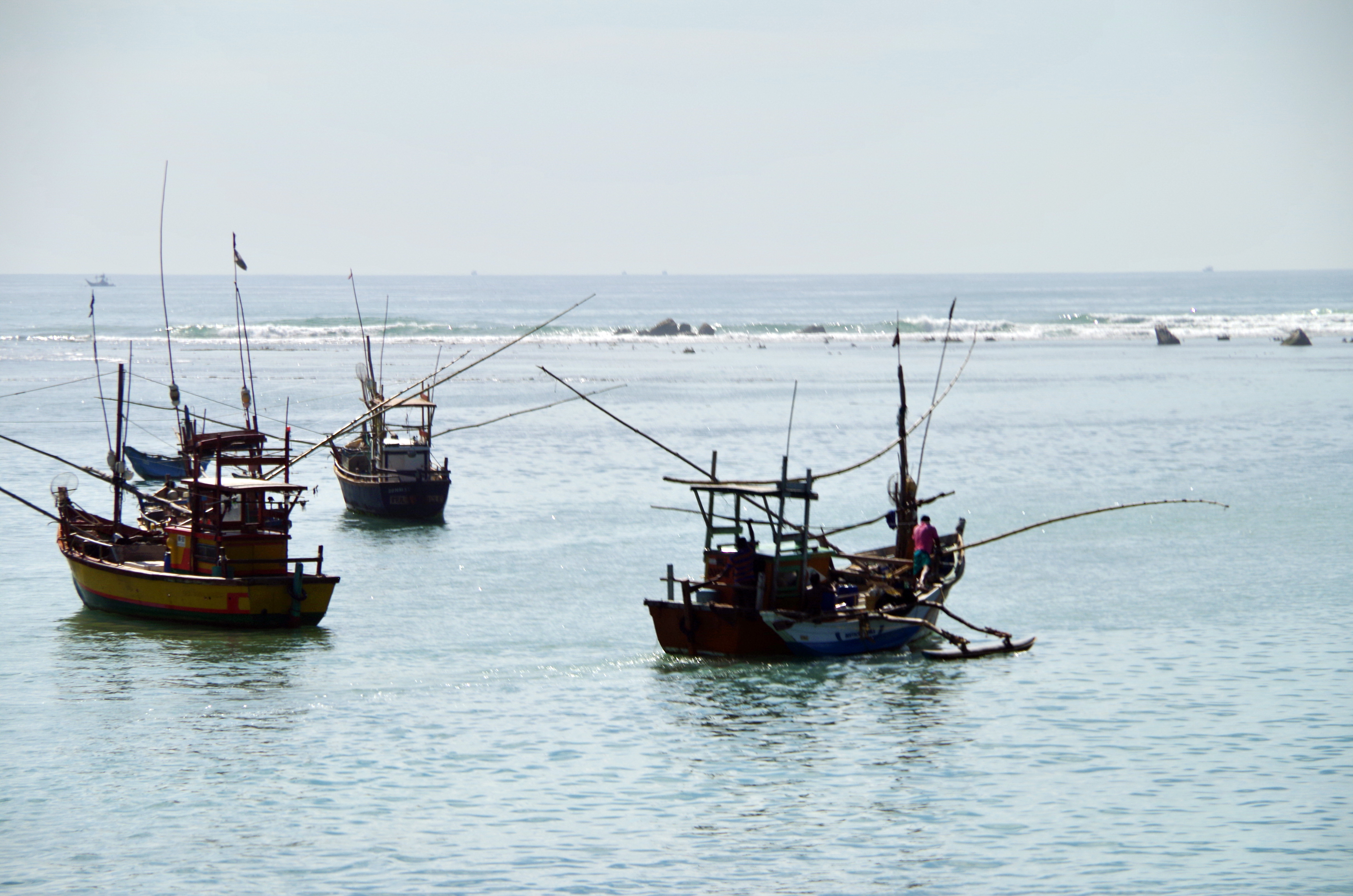
Barco de pesca
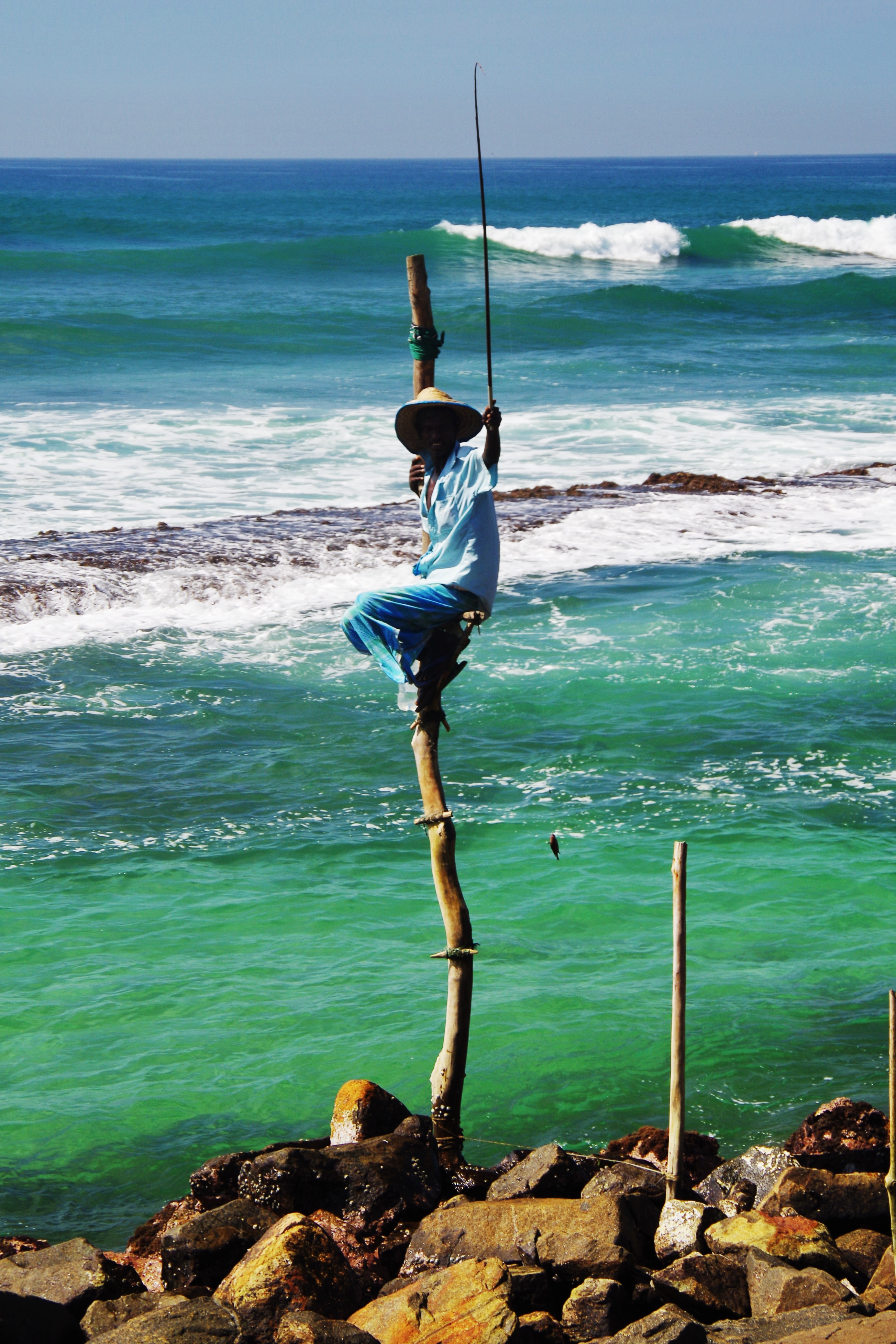
Pescador de zancos
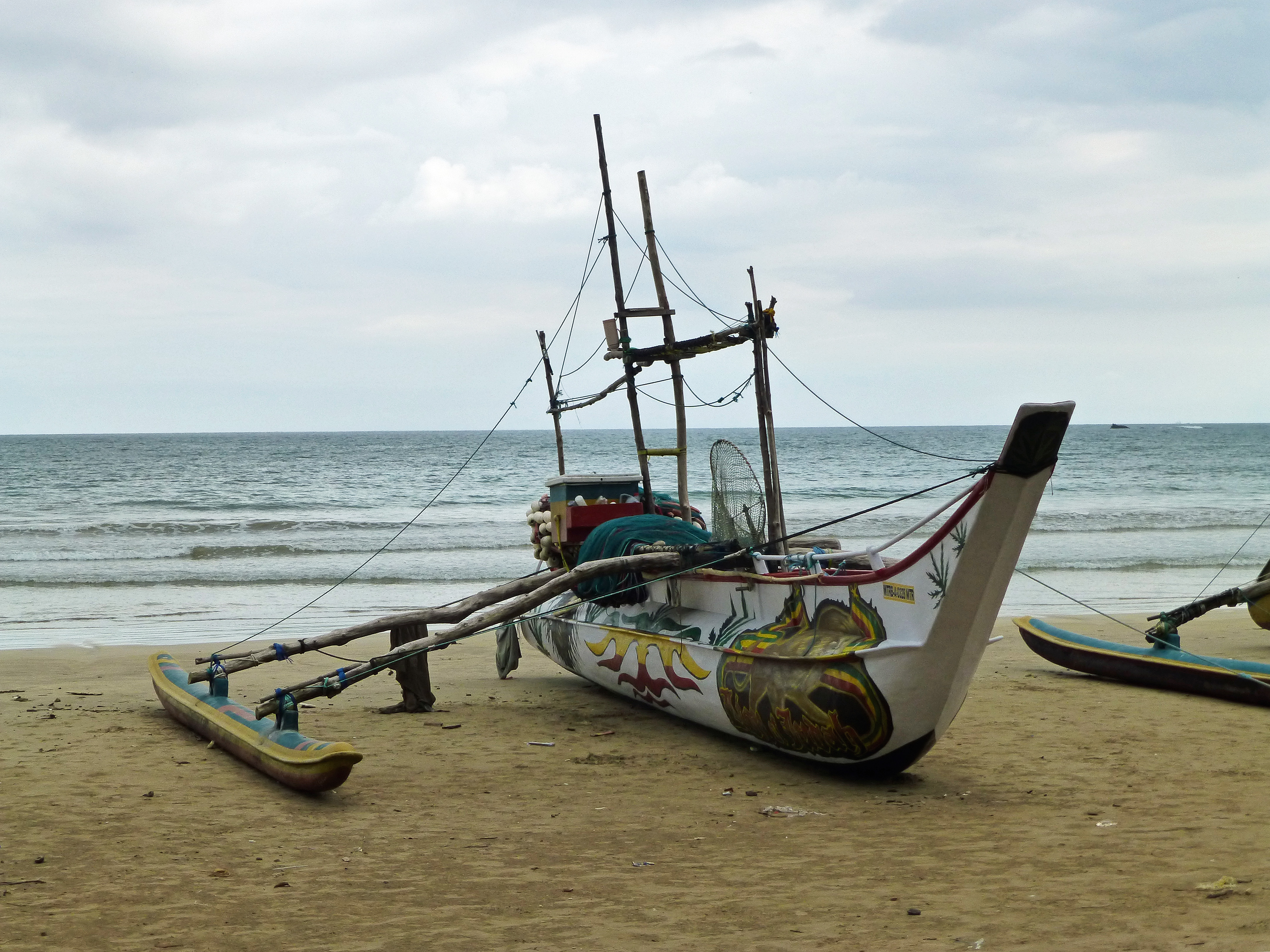
Barco de pesca
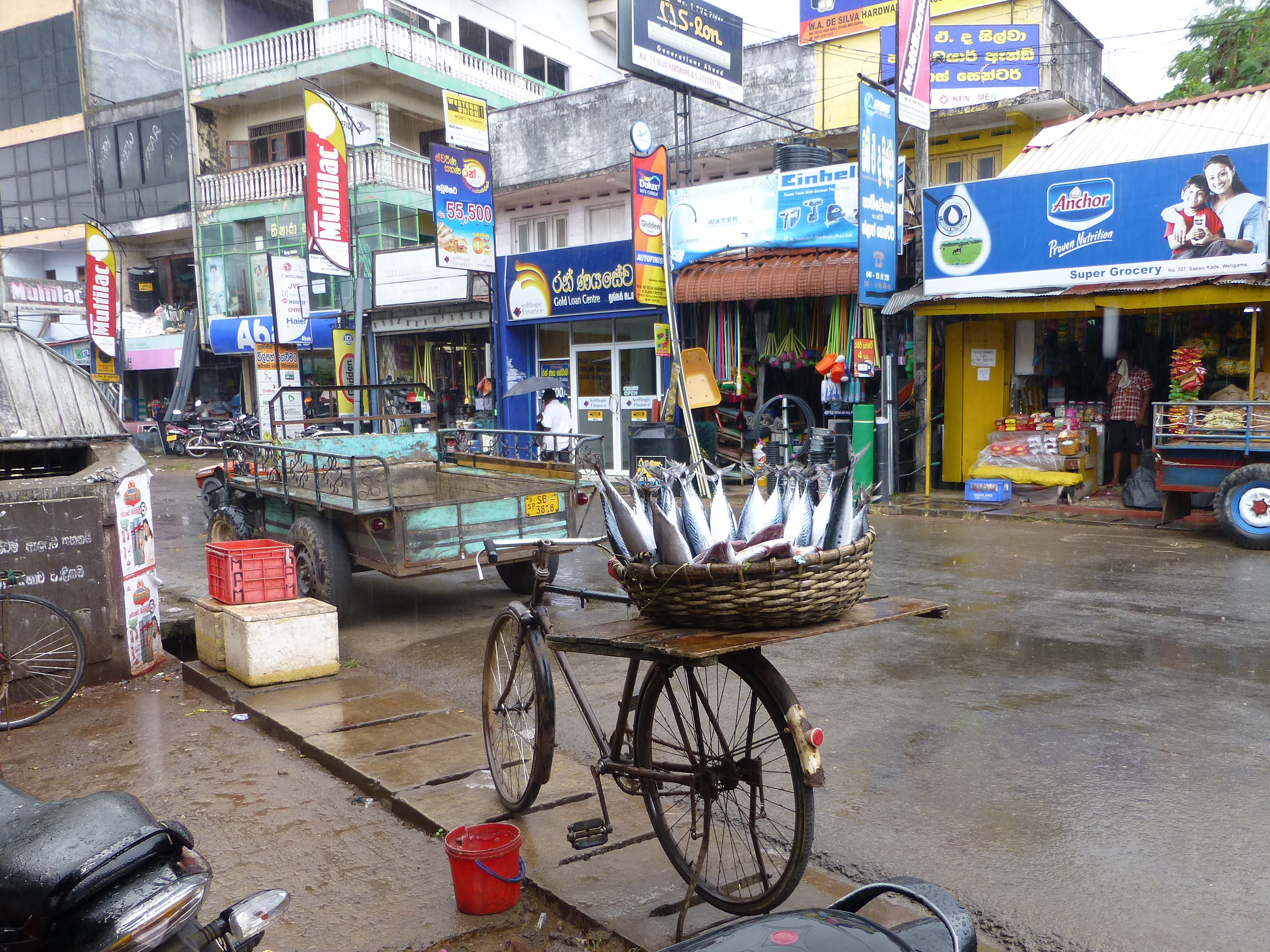
Escena de calle